# Dyops cuprescens
Dyops cuprescens är en fjärilsart som beskrevs av George Francis Hampson 1926. Dyops cuprescens ingår i släktet Dyops och familjen nattflyn. Inga underarter finns listade i Catalogue of Life.